# 博安昂韦尔芒多瓦
博安昂韦尔芒多瓦（法語：Bohain-en-Vermandois）是法国皮卡第大区埃纳省的一个市镇，属于圣康坦区博安昂韦尔芒杜瓦县。该市镇2009年时的人口为5,664人。

## 人口
博安昂韦尔芒多瓦人口变化图示
| 数据来源：INSEE |